# Tonsberg
(de) Tonsberg er en uddød dansk-norsk rangadelsslægt, som tog navn efter byen Tønsberg.

## Historie
Slægtens stamfader er Anders Madsen (1609-1670), der var gift med Karen Olufsdatter Stranger (1617-1698), som var datter af Oluf Trulsen Stranger, købmand i Tønsberg og Dorothea Trondsdatter. Anders Matsen var født i Haderslev og indkom som købmandskarl til Tønsberg omkring 1624. Han var en dygtig handelsmand og blev meget velhavende. De havde i deres ægteskab 4 børn, heraf 3 sønner, som alle tog tilnavn af deres fødeby Tønsberg: Oluf Tønsberg, Mathias Tønsberg og Stig Tønsberg og en datter Kirsten Tønsberg.
Anders Madsens og Karen Olufsdatter Strangers ældste søn Mathias de Tonsberg (død 1705) giftede sig med Anna Catharina Mechelnbourg. Han blev stiftamtmand i Christianssands Stift, senere i Bergen Stift. Ved opnåelsen af denne stilling, der henhørte under 3. rangklasse, erhvervede han efter rangforordningerne af 11. februar 1693, 1699 og 1717 arveligt adelskab for sig og efterkommere. Sønnen Wilhelm de Tonsberg (1680-1731) blev stiftamtmand i Akershus Stift og opfyldte ligeledes samme betingelse for opnåelse af adelskab, hvilket også nød almindelig anerkendelse, ligesom familiens medlemmer som oftest benævnes de Tonsberg. Imidlertid har vel også rangforordningen af 11. februar 1679 haft sin virkning ligeoverfor Anders Madsens børn, og denne synes endog at have strakt sig til Stig Andersen Tonsbergs 3 døtre, der alle ægtede adels- eller rangspersoner, hvorved dog vistnok også deres rigdom har spillet en rolle. Wilhelm de Tonsberg fik en søn, oberst Hans de Tonsberg (1720 eller 1735-1770), som var gift med Sophie Beate Huitfeldt (1724-1785), datter af generalløjtnant Henrik Jørgen Huitfeldt (1674-1751). De fik kun en datter, Helene Christine Elizabeth de Tonsberg, og dermed uddøde slægten på mandslinjen.
Mathias Tønsberg havde også to døtre, Karen og Lisbeth (1673-1742). Karen blev gift med en rig købmand Claussen, som boede i Skien. Lisbeth blev gift med konferensråd Niels Werenschiold (1669-1741), som boede på Hafslund. Parret fik 3 døtre, Karen (gift med Hartvig Huitfeldt), Hedevig og Matthea Catharina.
Anders Madsens og Karen Olufsdatter Strangers anden søn, Oluf Tønsberg (1636-1669), døde ung og uden afkom.
Anders Madsens og Karen Olufsdatter Strangers tredje og yngste søn Stig Tønsberg var købmand eller rettere groshandler, ejede adskillige jernværker og savbrug og boede på Borrestad ved Skien. Han giftede sig med en borgerdatter, Anna Clausdatter, som var søster til den Anders Claussen som hans broderdatter Karen var i ægteskab med. Han havde i ægteskab med hende ingen sønner, men 3 døtre Karen (død 1737), Anna (1669-?) og Christine Elisabeth, men siden Stig Tønsberg døde tidligt, så blev hans enke gift med generalmajor Johan Arnoldt (1638-1709), som var fader til den berømte feltmarskal Hans Jacob Arnoldt (1669-1758). Ved denne anledning blev Stig Tønsbergs ældste datter Karen gift med feltmarskal Arnoldt. Stig Tønsbergs mellemste datter Anna kom til Trondhjem og blev gift med kommerceråd Anders Schøller (1664-1724) og derigennem moder til Stig Tonsberg Schøller (1700-1759), og Stig Tønsbergs yngste datter Christine Elisabeth blev gift med oberst Krag.
Anders Matsens og Karen Olsdatters eneste datter Kirsten fik de fleste efterkommere. Hun blev gift med Niels Tolder, som man intet andet ved om end at han var assessor i Overhofretten og boede i Christiania og levede af sine midler. Parret havde i deres ægteskab kun en søn, som døde tidligt og ugift og uden at efterlade sig familie, og to døtre, Karen og Anna Cathrine.
I Norge lever næppe andre adelsslægter, der nedstammer fra Anders Madsen Tonsberg, end familien Wedel-Jarlsberg og de derfra stammende linjer af den løvenskioldske familie samt familien de Seue, hvorimod i Danmark den største del af det nyere især det ikke indfødte aristokrati nedstammer fra ham, primært gennem general Caspar Herman Hausmanns mange døtre.

## Våbenskjold
I det dansk-norske adelsleksikon anføres 2 forskellige våbener for familien Tønsberg. Det synes især at være stiftamtmand Wilhelm de Tonsberg, der brugte det firdelte våben, medens allerede Anders Madsen har antaget det enklere.